# Zbrodnia w Barbarce
Zbrodnia w Barbarce – seria zbiorowych egzekucji przeprowadzonych przez okupantów niemieckich jesienią 1939 roku w lesie Barbarka pod Toruniem.
Masowe egzekucje w Barbarce stanowiły element tzw. akcji „Inteligencja”, a ich wykonawcami byli funkcjonariusze SS i członkowie paramilitarnego Selbstschutzu. Polscy historycy szacują, że w Barbarce zamordowano co najmniej 600 osób. Ofiarami byli więźniowie obozu dla internowanych, który Niemcy urządzili w kazamatach Fortu VII Twierdzy Toruń. Wśród nich znalazło się wielu przedstawicieli polskiej elity społecznej i intelektualnej z Torunia i okolicznych miejscowości.

## Początek niemieckiej okupacji

### Pierwsze represje

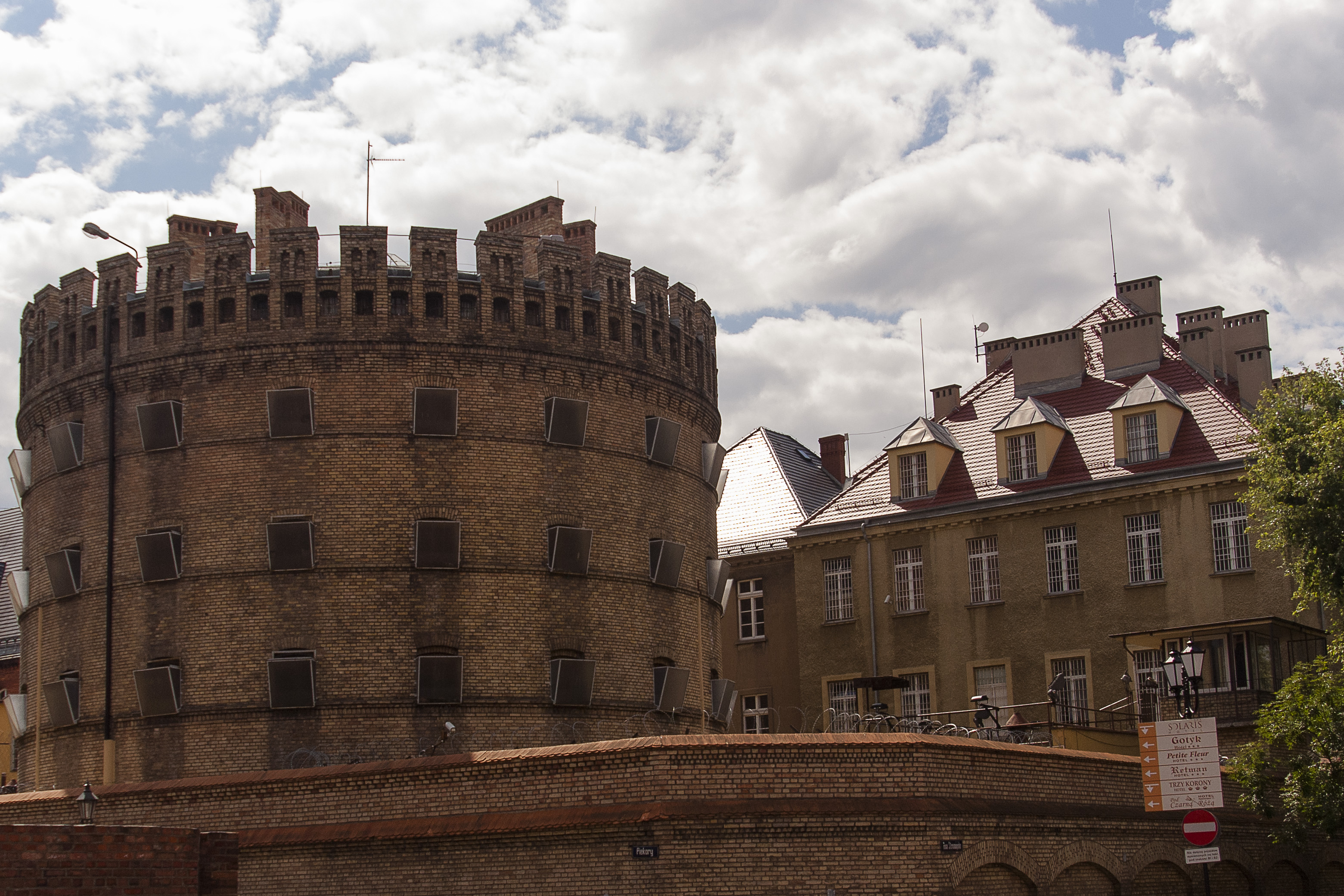
Toruński „Okrąglak”, w którym osadzano osoby aresztowane w pierwszych dniach okupacji

7 września 1939 roku do Torunia wkroczyły oddziały Wehrmachtu. W ciągu dwóch kolejnych dni wojsko wraz z policją bezpieczeństwa przeprowadziły w Toruniu prewencyjne aresztowania, zatrzymując kilkadziesiąt osób w charakterze zakładników. Terror okupanta dotknął także pozostałych miejscowości powiatu toruńskiego. 14 września w Czarnowie i Rubinkowie Wehrmacht i żandarmeria przy współudziale miejscowych volksdeutschów rozstrzelały odpowiednio sześciu i pięciu Polaków. Indywidualne egzekucje miały także miejsce w trzech innych wsiach.
Aresztowaniom i egzekucjom towarzyszyły inne działania wymierzone w ludność pochodzenia nieniemieckiego. Już 9 września pełnomocnik szefa zarządu cywilnego przy niemieckiej 4. Armii ustanowił w Toruniu urząd komisarycznego powiernika dla majątków żydowskich oraz urząd komisarycznego powiernika dla majątków należących do polskich uchodźców, którzy nie zdążyli powrócić do miasta. Od połowy września konfiskowano także nieruchomości i przedsiębiorstwa należące do pozostałych Polaków. 10 września okupanci rozwiązali wszystkie polskie organizacje, w tym wszystkie towarzystwa i placówki naukowe. Przystąpili także do likwidacji polskich teatrów i prasy. Zajęto muzea, archiwa i biblioteki (Książnicę Miejską im. Kopernika przejęto już 9 września), uniemożliwiając ludności nieniemieckiej korzystanie z ich zbiorów.
27 października dyrektor policji w Toruniu wydał zarządzenie, które m.in. nakładało na ludność polską obowiązek ustępowania z drogi przedstawicielom władzy niemieckiej i kłaniania się im przez zdejmowanie nakrycia głowy, wprowadzało zasadę, iż w sklepach i punktach targowych przywilej obsługi poza kolejnością będą mieli zawsze obywatele niemieccy, a także groziło, że polskie kobiety „zaczepiające lub napastujące Niemców” będą doprowadzane do domów publicznych. W tym samym dokumencie stwierdzono, że „ulica należy do zwycięzców, a nie do zwyciężonych”, a „Polacy, którzy jeszcze nie zrozumieli, że są zwyciężonymi […] i przeciwdziałać będą powyższym rozporządzeniom, podlegają najsurowszemu ukaraniu”.

### Organizacja aparatu terroru
26 października 1939 roku na okupowanych obszarach oficjalnie zniesiono administrację wojskową. Toruń wraz z powiatem zostały wcielone do Rzeszy jako część rejencji bydgoskiej Okręgu Gdańsk-Prusy Zachodnie. Już wcześniej w mieście i powiecie zainstalowały się struktury niemieckich władz policyjnych, państwowych i partyjnych. Ze względu na rywalizację pomiędzy rozmaitymi frakcjami w ramach nazistowskiej elity proces ten miał jednak dość chaotyczny przebieg. 9 września komisarycznym burmistrzem Torunia został mianowany Horst Zachrau, urzędnik z Prus Wschodnich. Po kilku dniach zastąpił go niejaki Nieckau, który jednak równie szybko został pozbawiony stanowiska. Mniej więcej w tym samym czasie nieudaną próbę podporządkowania sobie toruńskiej administracji cywilnej podjął Wilhelm Heymanns. Wreszcie 18 września urząd komisarza miasta objął Walter Kiessling, dotychczasowy nadburmistrz Erfurtu, sprowadzony do Torunia przez szefa zarządu cywilnego przy 4. Armii. Ta ostatnia nominacja spotkała się jednak ze sprzeciwem nazistowskiego przywódcy Wolnego Miasta Gdańska, Alberta Forstera, który był wyznaczony przez Hitlera do objęcia funkcji namiestnika Rzeszy i gauleitera NSDAP w Okręgu Gdańsk-Prusy Zachodnie. Pod koniec października Forster doprowadził do odwołania Kiesslinga, a na jego miejsce wprowadził swojego protegowanego, Franza Jakoba (byłego nadburmistrza Fürth). Jakob piastował urząd nadburmistrza Torunia do ostatnich dni okupacji. Od października 1939 roku do lutego 1941 roku pełnił także funkcję przywódcy powiatowych struktur NSDAP (kreisleiter).
Od połowy września do 27 listopada 1939 roku funkcję landrata powiatu toruńskiego pełnił dr Kipke, później zastąpił go niejaki Böse. Komendantem twierdzy Toruń był gen. mjr Eduard Klutmann, podczas gdy wojskową komendanturą miasta, istniejącą do 25 listopada 1939 roku, dowodził kpt. Wolff. Stanowisko dyrektora policji piastowali w pierwszych miesiącach okupacji kolejno: SA-Oberführer Schulz-Sembten (od 16 września do początków października 1939 r.) i SS-Sturmbannführer Otto Weberstedt (od 12 października 1939 r. do lutego 1940 r.).

Na terenie miasta i powiatu aktywnie działali członkowie Einsatzgruppen, tj. specjalnych grup operacyjnych SD i policji bezpieczeństwa, które podążały w ślad za dywizjami Wehrmachtu z zadaniem „zwalczania wszystkich wrogich Rzeszy i Niemcom elementów na tyłach walczących wojsk” oraz „ujęcia osób niepewnych pod względem politycznym”. Początkowo Toruń znajdował się w strefie operacyjnej Einsatzgruppe IV. Gdy jednostka ta przeszła na tereny centralnej Polski, na Pomorze Gdańskie wprowadzono kolejną grupę operacyjną, tj. Einsatzkommando 16 (EK 16). Pod koniec września 1939 roku w Toruniu ulokowano jeden z trzech oddziałów EK 16, którym dowodził SS-Hauptsturmführer i komisarz kryminalny Hans-Joachim Leyer. Funkcjonariusz ten został tym samym pierwszym szefem toruńskiego Gestapo. W mieście ulokowano również samodzielną placówkę SD pod komendą SS-Sturmbannführera Wernera Böhma. Ponadto do 26 października 1939 roku w Toruniu urzędowała specjalna policyjna komisja badająca przypadki zbrodni na volksdeutschach, których rzekomo mieli się dopuszczać Polacy. 

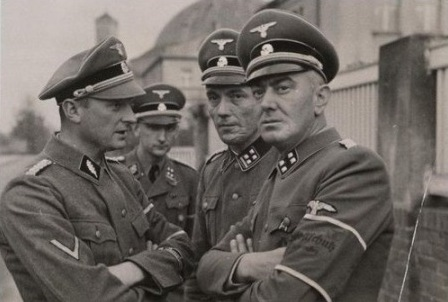
SS-Standartenführer Ludolf Jakob von Alvensleben (pierwszy z lewej) wraz z innymi dowódcami inspektoratów Selbstschutzu

W 1939 roku w Toruniu zamieszkiwało 2568 osób narodowości niemieckiej, co stanowiło 3,2% ludności miasta. Toruń odgrywał ważną rolę w życiu mniejszości niemieckiej na Pomorzu, swoją siedzibę miał tam m.in. jeden z oddziałów Krajowej Komórki NSDAP w Polsce (Landesgruppe NSDAP – Polen). Jesienią 1939 roku wielu miejscowych volksdeutschów aktywnie zaangażowało się w zaprowadzanie okupacyjnych porządków. Już 8 września, a więc dzień po zajęciu miasta przez Wehrmacht, zorganizowano policję pomocniczą złożoną z miejscowych Niemców (Hilfspolizei). W drugiej połowie września jej członkowie zasilili szeregi tzw. Selbstschutzu, tj. złożonej z volksdeutschów formacji o charakterze policyjnym, którą Reichsführer-SS Heinrich Himmler polecił zorganizować na okupowanych ziemiach polskich. Stanowisko przywódcy Selbstschutzu na miasto Toruń i powiat toruński (kreisführer) objął SS-Sturmbannführer Helmut Kurt Zaporowicz, podczas gdy strukturami „Samoobrony” w samym Toruniu dowodził stadtführer Rudolf Preuss (miejscowy Niemiec, fabrykant). Pod względem organizacyjnym toruński Selbstschutz podporządkowano II Inspektoratowi Selbstschutzu z siedzibą w Płutowie, obejmującemu zasięgiem swojego działania powiaty chełmiński, grudziądzki, lipnowski, toruński i wąbrzeski. Funkcję szefa inspektoratu pełnił SS-Standartenführer Ludolf Jakob von Alvensleben.
Z pisma, które Preuss wystosował do nadburmistrza Jakoba, wynika, że stan osobowy toruńskiego Selbstschutzu na dzień 20 października 1939 roku wynosił 256 członków, w tym 158 członków etatowych (opłaconych). Członkowie Selbstschutzu byli dla Polaków szczególnie niebezpieczni ze względu na doskonałą znajomość terenu i lokalnych stosunków społecznych. Działając w szeregach tej formacji miejscowi Niemcy mieli możliwość uregulowania zadawnionych sąsiedzkich sporów i porachunków. Często korzystali również z okazji do zagarnięcia mienia należącego do aresztowanych i mordowanych Polaków.

## Intelligenzaktion w Toruniu i powiecie toruńskim

### Geneza

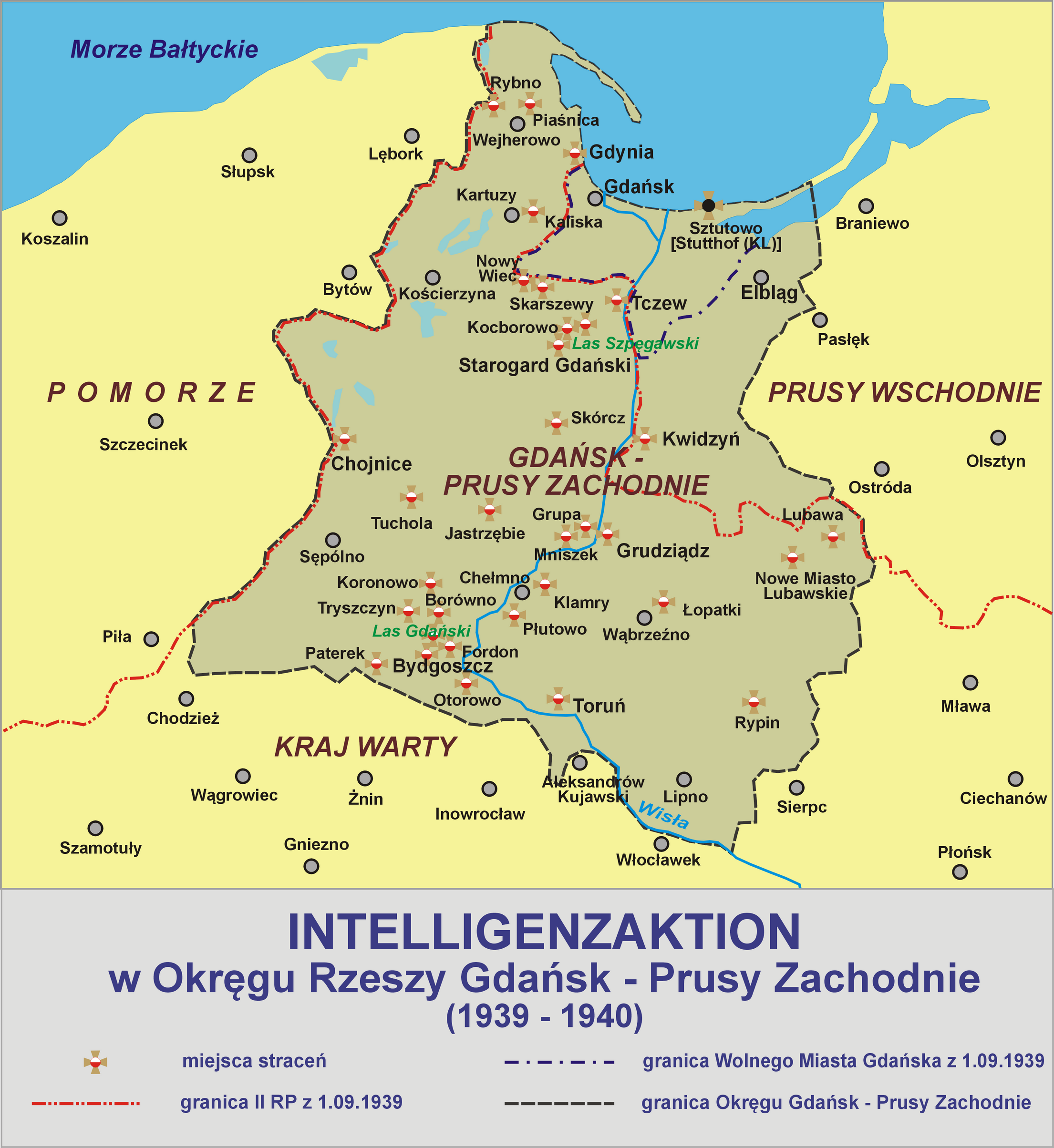

Niemiecki terror gwałtownie nasilił się po zakończeniu kampanii wrześniowej. Wymierzony był przede wszystkim w przedstawicieli polskiej inteligencji, którą Hitler i naziści obarczali winą za politykę polonizacyjną prowadzoną na ziemiach zachodnich w okresie międzywojennym oraz traktowali jako najpoważniejszą przeszkodę na drodze do szybkiego i całkowitego zniemczenia tych terenów. Zgodnie z rasistowskim stereotypem Polaka panującym w III Rzeszy, nazistowscy przywódcy wierzyli, że świadomość narodową posiada wyłącznie polska inteligencja, natomiast lud zajęty jest troską o codzienny byt i jest mu obojętny los państwa. Z tego powodu zakładano, że eksterminacja elit pozwoli zniszczyć polską tożsamość narodową i przekształcić polskie społeczeństwo w bierną amorficzną masę, służącą w najlepszym razie jako niewykwalifikowana siła robocza dla III Rzeszy. Do skazanej na zagładę inteligencji Niemcy zaliczali jednak nie tylko osoby należące z powodu wykształcenia do określonej warstwy społecznej, lecz również wszystkie jednostki aktywne w życiu społecznym i cieszące się autorytetem wśród rodaków. Nazistowscy decydenci używali w stosunku do tej grupy osób określenia „polska warstwa przywódcza” (Führungsschicht). Za jej przedstawicieli uznawano przede wszystkim: duchownych katolickich, nauczycieli, lekarzy, dentystów, weterynarzy, oficerów w stanie spoczynku, urzędników, kupców i przedsiębiorców, posiadaczy ziemskich, prawników, pisarzy, dziennikarzy, pracowników służb mundurowych, absolwentów szkół wyższych i średnich, jak również członków organizacji i stowarzyszeń krzewiących polskość – przede wszystkim Polskiego Związku Zachodniego, Ligi Morskiej i Kolonialnej, Kurkowego Bractwa Strzeleckiego, Towarzystwa Powstańców i Wojaków, Związku Strzeleckiego „Strzelec” oraz Polskiego Towarzystwa Gimnastycznego „Sokół”.
W Toruniu jako pretekst do rozprawy z polską inteligencją posłużyły wydarzenia z pierwszych dni kampanii wrześniowej. Na podstawie tzw. elaboratu o unieruchomieniu władze polskie internowały wówczas około sześciuset przedstawicieli mniejszości niemieckiej z Torunia, Chełmży i okolicznych miejscowości. Wobec szybkich postępów wojsk niemieckich podjęto decyzję o ewakuacji internowanych w głąb kraju. 3 września kolumna więźniów wyruszyła w kierunku Aleksandrowa Kujawskiego. W jej skład wchodziło około 540 internowanych volksdeutschów oraz około 240 konwojentów – młodocianych junaków z Przysposobienia Wojskowego, którymi dowodził kapitan rezerwy Jan Drzewiecki. Jednej z następnych nocy w rejonie wsi Podzamcze doszło do strzelaniny, być może spowodowanej próbą ucieczki niektórych więźniów. Zginęło wówczas co najmniej kilkanaście osób; wśród ofiar znajdowali się także członkowie eskorty (około pięćdziesięciu internowanych zdołało zbiec pod osłoną ciemności). Ostatecznie po trzynastu dniach wędrówki kolumna dotarła do Warszawy. Internowanych Niemców osadzono w Cytadeli, skąd zostali zwolnieni po kapitulacji stolicy. Drzewieckiemu i jego podkomendnym zarzucono później wymordowanie z zimną krwią około 150 volksdeutschów. Goebbelsowska propaganda ochrzciła ewakuację toruńskich Niemców mianem „marszu śmierci na Łowicz” i podobnie jak w przypadku tzw. bydgoskiej „krwawej niedzieli” przedstawiała ją jako sztandarowy przykład zbrodni, których ofiarą rzekomo padali volksdeutsche zamieszkujący w Polsce.

### Przebieg
Mieszkańcy Torunia i okolicznych miejscowości od pierwszych dni okupacji padali ofiarą aresztowań. Członkowie Selbstschutzu strzegący ważniejszych szlaków komunikacyjnych wyłapywali powracających w rodzinne strony uchodźców, w szczególności byłych żołnierzy WP, urzędników, nauczycieli. Szczególnie zaciekle polowano na członków Przysposobienia Wojskowego, którzy uczestniczyli w ewakuacji internowanych volksdeutschów. We wrześniu 1939 roku w samym tylko toruńskim więzieniu „Okrąglak” osadzono około 300 osób, z czego 282 udało się zidentyfikować z nazwiska. W gronie zatrzymanych znalazło się m.in. siedemnaście kobiet oraz sześciu redemptorystów z miejscowego klasztoru. Po pewnym czasie część więźniów zwolniono (m.in. wspomnianych zakonników); w październiku wielu z nich zostało jednak ponownie aresztowanych.

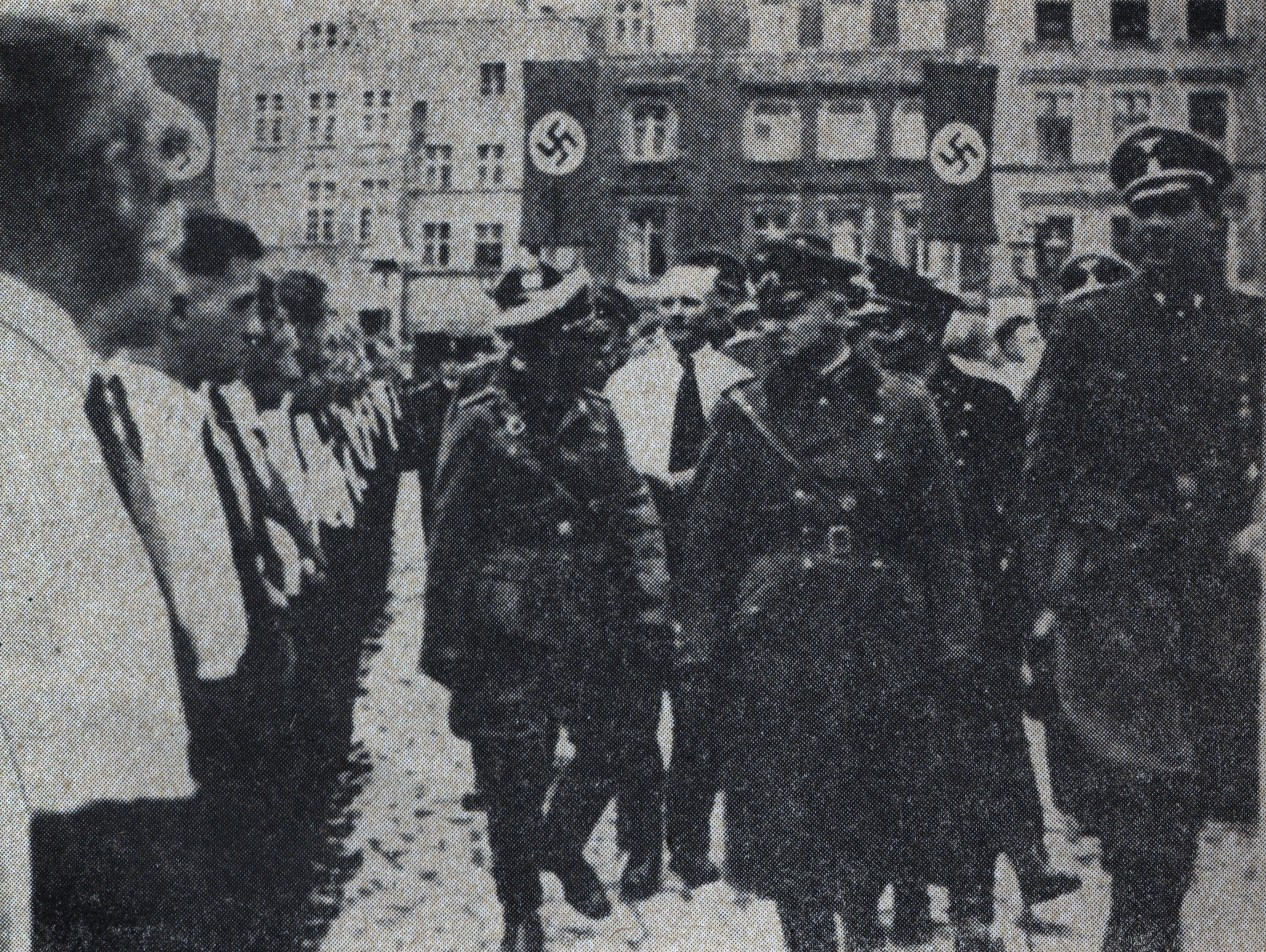
Przegląd oddziałów toruńskiego Selbstschutzu dokonywany przez SS-Oberführera Ludolfa-Hermanna von Alvenslebena (pierwszy z prawej). Na zdjęciu widoczny dowódca toruńskiego Selbstschutzu, Rudolf Preuss (czwarty z prawej, w białej koszuli)

Zakrojona na szeroką skalę operacja przeciw polskiej inteligencji rozpoczęła się w drugiej połowie października. Sygnałem do jej rozpoczęcia stała się wizyta, którą 15 października złożył w Toruniu przywódca pomorskiego Selbstschutzu, SS-Oberführer Ludolf-Hermann von Alvensleben. Podczas wielkiego apelu dla członków miejskich i powiatowych struktur „Samoobrony” Alvensleben wygłosił przemówienie, w którym znalazły się następujące słowa:

Nie zapomnimy nigdy krzywd, jakie nam wyrządzono na tej niemieckiej ziemi. Czyny takie mógł popełnić tylko ten, kto należy do niższej rasy. Jeżeli wy, moi ludzie z Selbstschutzu, jesteście mężczyznami, to żadnemu Polakowi w tym niemieckim mieście nie przyjdzie więcej na myśl mówić po polsku. Miękkością i słabością nigdy jeszcze niczego nie zbudowano. Musicie być nieubłagani i usunąć wszystko, co nie jest niemieckie. Zdawać sobie musicie jednak również sprawę z tego, że nie masa narodu polskiego, lecz inteligencja polska podszczuwała do tej wojny. Tu właśnie należy szukać duchowych podżegaczy do tej wojny.

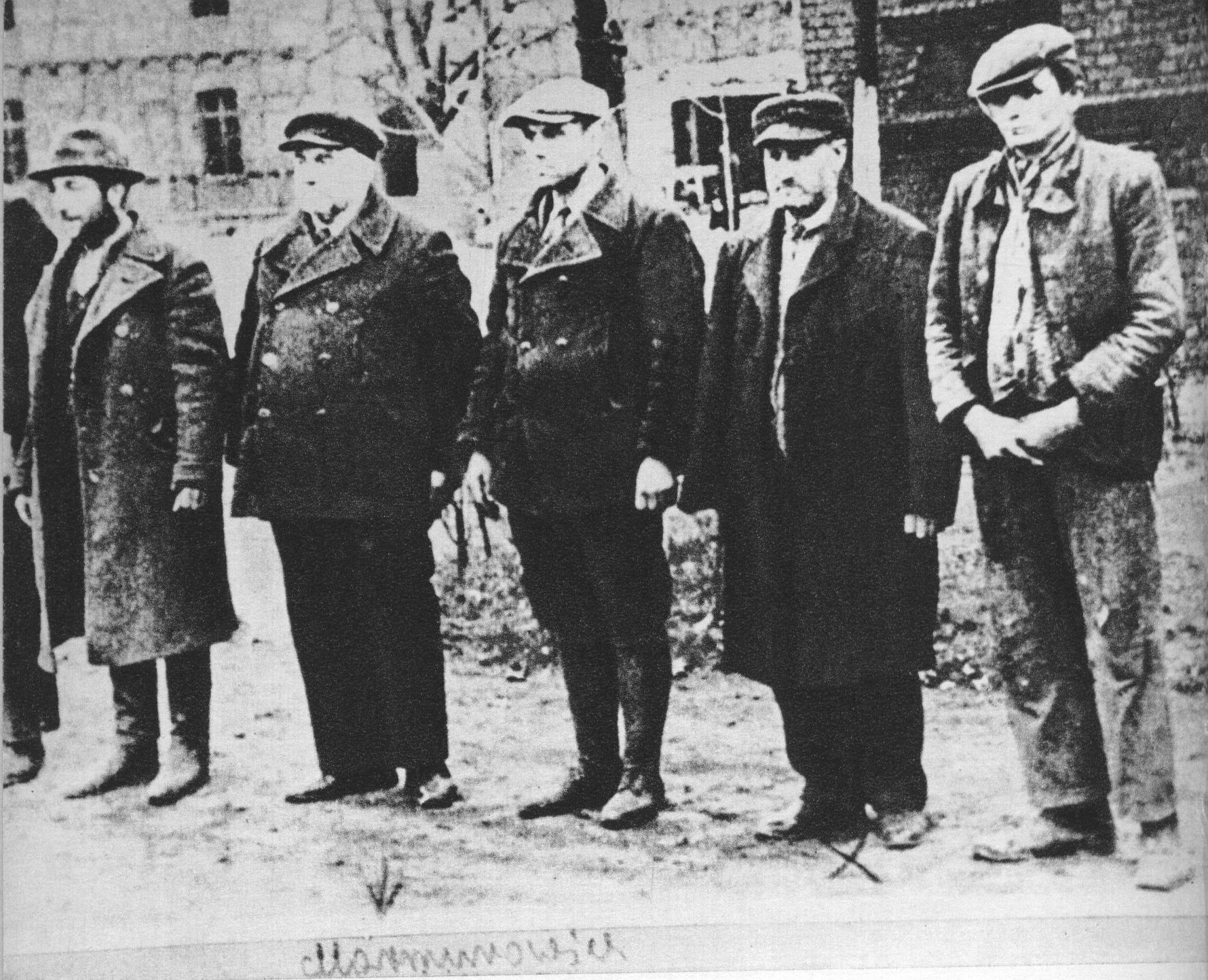
Polacy osadzeni w Forcie VII Twierdzy Toruń

W dniach 17–21 października w Toruniu miała miejsce wielka obława, przeprowadzona pod pretekstem poszukiwania broni, a w rzeczywistości wymierzona w „polskie elementy niepewne politycznie”. Udział wzięło w niej 420 żołnierzy Wehrmachtu, 25 funkcjonariuszy żandarmerii polowej, 75 funkcjonariuszy policji ochronnej, 120 członków Selbstschutzu oraz nieustalona liczba funkcjonariuszy Gestapo i Kriminalpolizei. Miasto podzielone zostało na pięć sektorów, które otoczono podwójnym kordonem złożonym z żołnierzy Wehrmachtu. Jednocześnie sformowano dwie grupy poszukiwawcze dowodzone przez kapitanów policji Jokscha i Taubego, które systematycznie przeczesywały ulice i mieszkania, zatrzymując osoby, których nazwiska widniały na przygotowanych wcześniej listach gończych, a także wszystkich polskich mężczyzn w wieku od 16 do 20 lat. Aresztantów doprowadzano najpierw do miejsc tymczasowego zatrzymania, gdzie przeprowadzana była wstępna selekcja. Następnie wyłowione z tłumu osoby były kierowane do obozu dla internowanych, który Niemcy zorganizowali na terenie Fortu VII Twierdzy Toruń. Kryteria selekcji były bardzo arbitralne. Sam fakt, iż aresztowany zarabiał przed wojną ponad 300 złotych miesięcznie lub działał w jakiejkolwiek organizacji społeczno-politycznej, mógł stać się przyczyną osadzenia w obozie. Zatrzymywano również osoby, które w latach 1914–1921 zaangażowane były w działalność niepodległościową. Przyczyną aresztowania mogło stać się nawet publiczne śpiewanie polskich pieśni patriotycznych.
Równolegle z obławą w Toruniu przeprowadzono masowe aresztowania w Chełmży. Miejscowy przywódca Selbstschutzu, Botho Eberhardt, uciekł się w tym celu do podstępu. Wybranym osobom, przede wszystkim nauczycielom, urzędnikom i działaczom społecznym, rozesłał pisemne wezwania o treści:

Wzywa się Pana, by dnia 17 października po południu o godz. trzeciej zjawił się na dworcu w Chełmży. Zostanie Pan przewieziony do obozu przeszkoleniowego /czas trwania 2 tygodnie/. Należy się zaopatrzyć w bieliznę, gotówkę oraz pożywienie na ten czas-okres.

W wyznaczonym terminie na dworcu stawiło się około 70 mężczyzn. Miejscowi selbstschutzmani wśród wyzwisk i bicia załadowali ich do wagonów kolejowych, po czym zawieźli do Torunia. Tam aresztantów przejął osobiście SS-Sturmbannführer Zaporowicz, którego podwładni pognali więźniów do Fortu VII, po drodze bijąc ich pejczami i kolbami karabinowymi.
Po 17 października liczne aresztowania nastąpiły również we wsiach i osadach powiatu toruńskiego. Zatrzymane tam osoby były przejściowo umieszczane w aresztach gminnych lub nawet w piwnicach prywatnych gospodarstw, po czym odprowadzano je do obozu w Forcie VII. Zdarzało się, że lokalne bojówki Selbstschutzu rezygnowały z transportu aresztantów do Torunia i mordowały ich na miejscu. Do tego typu zbrodni doszło m.in. w lesie pod Lulkowem, gdzie 9 października rozstrzelano sześciu Polaków. Ofiarami egzekucji byli: Jan Podwójski (wójt Brąchnowa), Feliks Gzella (kierownik szkoły w Brąchnowie), Alfons Reiwer (kierownik szkoły w Łubiance), Franciszek Podwójski (sekretarz gminy Smolno), Walenty Woziwoda (sekretarz gminy Łubianka) i jego brat Stanisław.
Kolejna fala aresztowań dotknęła Toruń i Chełmżę w dniach 9–10 listopada, tj. w przeddzień polskiego Święta Niepodległości. 10 listopada w Toruniu podstępnie aresztowano około 50 polskich nauczycieli i nauczycielek, którzy w ślad za otrzymanym dwa dni wcześniej wezwaniem stawili się na rzekomą „konferencję” w siedzibie Gestapo przy ul. Bydgoskiej (sześć osób szybko zwolniono, pozostałe osadzono w Forcie VII). Niektóre źródła podają, że 21 listopada podobny wybieg wobec resztek chełmżyńskiej inteligencji zastosował ponownie ortsführer Botho Eberhardt. Po tej ostatniej akcji liczba aresztowań zaczęła się stopniowo zmniejszać.

## Obóz dla internowanych w Forcie VII

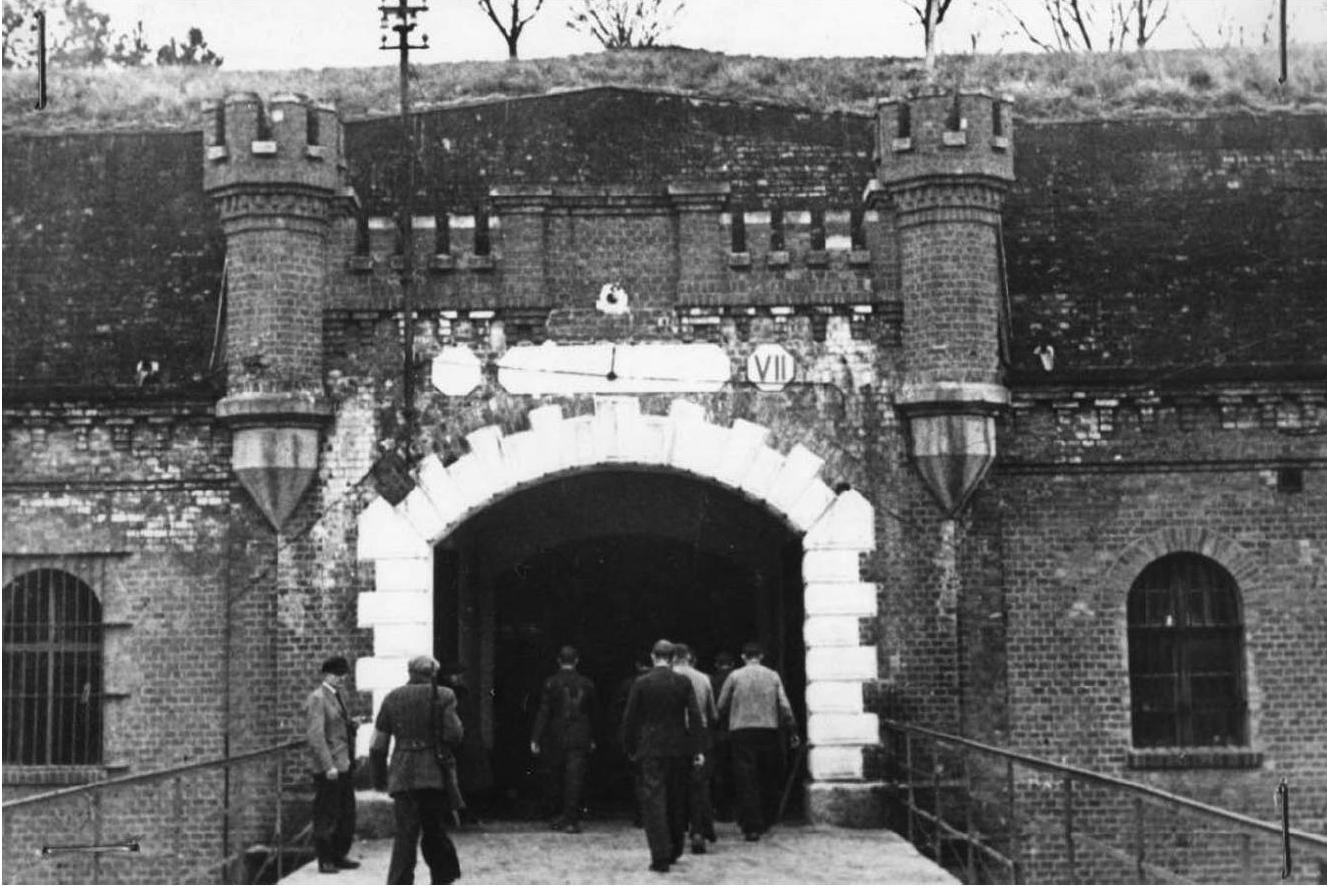
Obóz dla internowanych w Forcie VII. Na zdjęciu widoczna brama główna, strażnicy z Selbstschutzu i polscy więźniowie

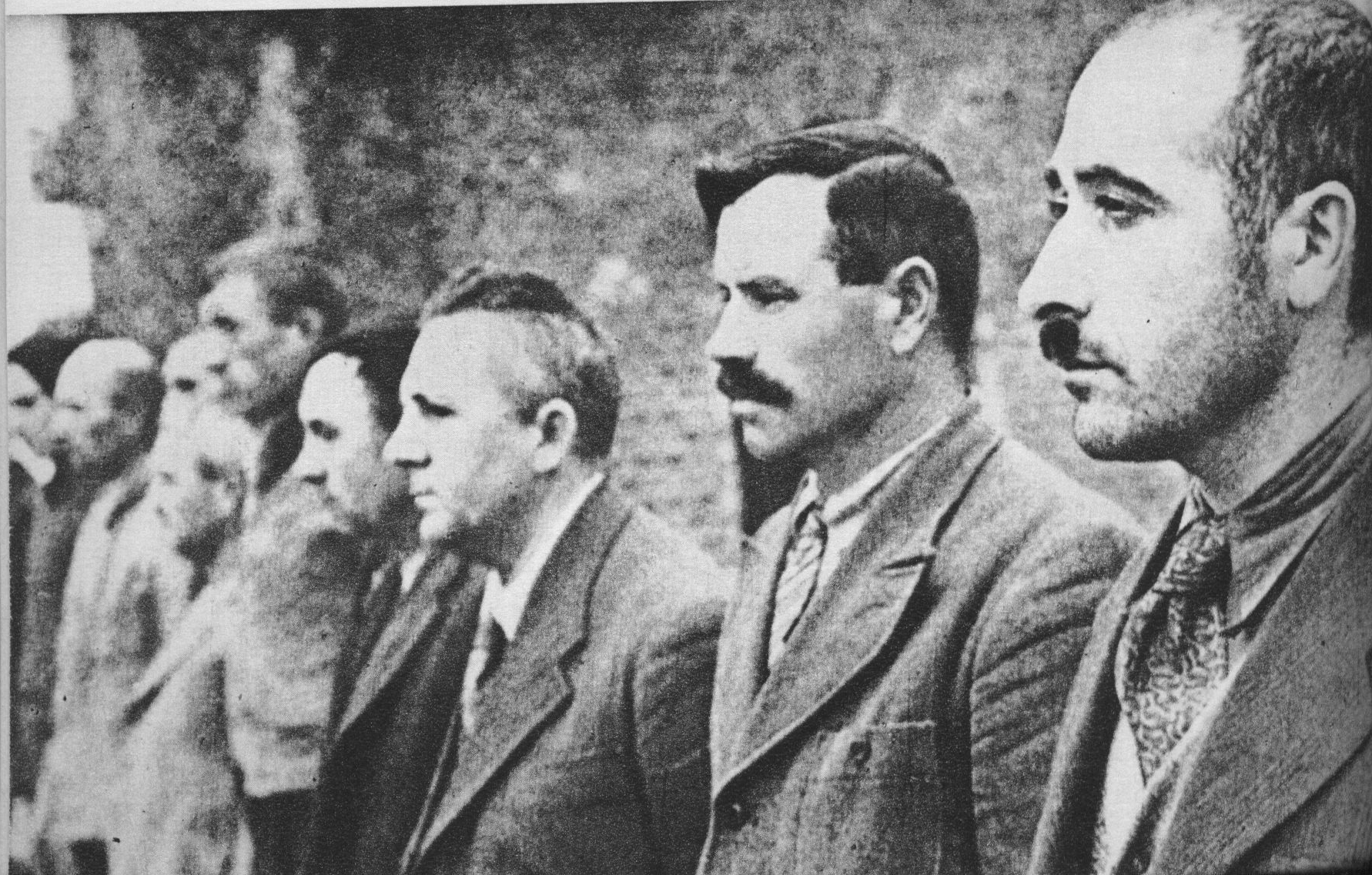
Więźniowie w czasie apelu

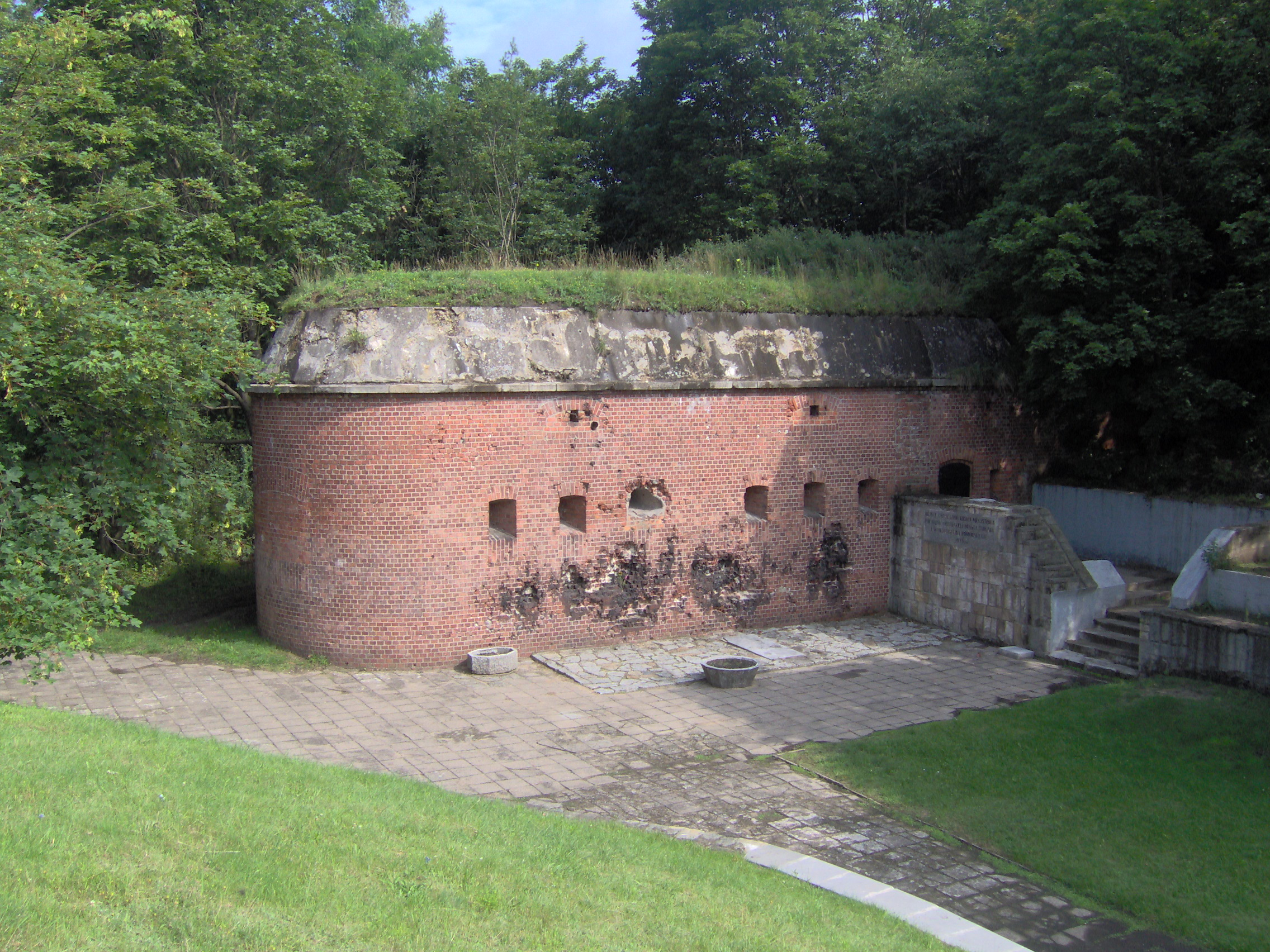
Lewa kaponiera Fortu VII – symboliczna ściana śmierci

Osoby aresztowane na terenie Torunia były początkowo osadzane w celach przedwojennego więzienia przy ul. Piekary 53, popularnie zwanego „Okrąglakiem”. Straż pełnili w nim żołnierze Wehrmachtu. Więźniów „Okrąglaka” wykorzystywano jako robotników przymusowych – między innymi przy porządkowaniu miasta, a dwukrotnie do pracy fizycznej przy identyfikacji zwłok, przeprowadzanej przez komisję niemiecką na Rynku Nowomiejskim. W najgorszej sytuacji znajdowali się więźniowie pracujący przy naprawie zniszczonego mostu na Wiśle. Byli oni zmuszani do noszenia ciężarów ponad siły i pracy w nurcie rzeki, podczas gdy niemiecka eskorta nieustannie ich maltretowała i znieważała. Piekarzowi Olszewskiemu z Torunia zadano jednego dnia aż 18 ran kłutych bagnetem. Praca w tych warunkach powodowała skrajne wyczerpanie więźniów, miały nawet miejsce przypadki samobójstw. W „Okrąglaku” dochodziło ponadto do morderstw na więźniach. 15 września w więziennej piwnicy zabito Ludwika Makowskiego – mistrza krawieckiego, radnego miejskiego, działacza społecznego, któremu 4 września 1939 roku prezydent Leon Raszeja powierzył stanowisko komendanta toruńskiej Straży Obywatelskiej.
Około 15 października wszystkich więźniów „Okrąglaka” przeniesiono do obozu dla internowanych (niem. Internierungslager), który władze okupacyjne zorganizowały na terenie Fortu VII Twierdzy Toruń. Obiekt ten znajdował się na obrzeżach miasta, przy zbiegu ulicy Polnej i Szosy Okrężnej. Z punktu widzenia Niemców fort był idealnym miejscem do przetrzymywania więźniów, gdyż dostęp z zewnątrz był do niego utrudniony, a możliwości ucieczki pozostawały bardzo ograniczone. W kontekście planowanej obławy na toruńską inteligencję niezwykle istotny był również fakt, że fort – w przeciwieństwie do „Okrąglaka” – był w stanie pomieścić setki więźniów, a jego peryferyjne położenie pozwalało zachować ich los w tajemnicy. Konrad Ciechanowski przypuszczał, że przeniesienie więźniów „Okrąglaka” do Fortu VII nastąpiło z inicjatywy władz wojskowych lub przynajmniej przy ich akceptacji i pomocy. Mogło również nastąpić na wniosek ministerstwa sprawiedliwości Rzeszy, które w tym czasie przejmowało wszystkie przedwojenne obiekty więzienne na zaanektowanych ziemiach polskich.
Początkowo internowani nadal pozostawali pod nadzorem Wehrmachtu. Niemniej SS i policja miały prawo nieograniczonego wstępu na teren obozu. 26 października, a więc równocześnie ze zniesieniem administracji wojskowej, Fort VII został oficjalnie przejęty przez Selbstschutz. Komendantem obozu został Karl Friedrich Strauss (miejscowy Niemiec, z zawodu stolarz), podczas gdy funkcję jego zastępcy pełnił Bronisław (Bruno) Schönborn. Ponadto w skład obozowej załogi wchodzili m.in.: Wiese (z zawodu piekarz), Karst, Denni Deter, Hoffenicz, Broese, Betinger, Schulz, Heise, Tobar.
Począwszy od 17 października liczba więźniów zaczęła systematycznie wzrastać. W wyniku samej tylko październikowej obławy w kazamatach fortu osadzono od 600 do 1200 mieszkańców Torunia i powiatu. Do Internierungslagru zaczęto także kierować więźniów Selbstschutzu z powiatów chełmińskiego, lipnowskiego i wąbrzeskiego, a nawet z powiatów brodnickiego i rypińskiego. Fort VII stał się w ten sposób centralnym więzieniem dla całego Inspektoratu II Selbstschutzu. Polscy historycy szacują, że w celach fortu przetrzymywano jednorazowo od 700 do 1000–1200 lub nawet 1500 osób. Całkowita liczba więźniów, którzy przeszli przez toruński Internierungslager szacowana jest przez Konrada Ciechanowskiego na 3 tys. osób. Znalazły się wśród nich m.in. liczne polskie kobiety (w tym trzy zakonnice i dwie 14-letnie dziewczynki), około 40 duchownych katolickich z powiatu toruńskiego, grupa duchownych katolickich z powiatu lipnowskiego, grupa nauczycieli z powiatu chełmińskiego, a także co najmniej kilkanaście Żydówek i kilkudziesięciu Żydów.
Warunki panujące w obozie były bardzo ciężkie. W celach przeznaczonych dla 6–12 żołnierzy zazwyczaj musiało się pomieścić od 50 do 80 więźniów. Mężczyznom za posłanie służyła skąpo rozsypana słoma, a za przykrycie co najwyżej własne płaszcze. Nieco lepsza sytuacja panowała w celach kobiecych, gdzie znajdowały się nieliczne sprzęty. Fatalne warunki sanitarne były powodem powszechnej wszawicy, wielu więźniów chorowało również na świerzb. Wyżywienie było dalece niewystarczające, gdyż więźniowie otrzymywali na śniadanie czarną kawę i komiśniak, na obiad beztłuszczową zupę z pęczaka z niewielką ilością ziemniaków, a na kolację wyłącznie czarną kawę. Przed całkowitym głodem ratowały więźniów jedynie paczki od rodzin. Korzystną okolicznością był natomiast fakt, że więźniowie nie byli już zmuszani do wyczerpującej pracy fizycznej. Miało to jednak również negatywne strony, gdyż początkowo cele mogły opuszczać jedynie te nieliczne osoby, które wyznaczono do prac na potrzeby obozu (np. przy wycince drzew na opał). Codzienne spacery zarządzono dopiero wówczas, gdy komendant Strauss zorientował się, że stałe przebywanie w zamknięciu w połączeniu ze złym wyżywieniem wpływa fatalnie na stan zdrowia więźniów.
Obozowa załoga często traktowała osadzonych w sposób bardzo brutalny. Okrucieństwem odznaczał się zwłaszcza komendant Strauss, który znęcał się nad więźniami zarówno fizycznie, jak i psychicznie. Przykładem tego było m.in. obwieszczenie internowanym, że „poniosą wkrótce zasłużoną karę” za rzekome prześladowanie volksdeutschów we wrześniu 1939 roku. Zarządzone przez Straussa spacery przybrały formę wyczerpującej „gimnastyki”, w której trakcie strażnicy bili, dręczyli i upokarzali więźniów. Pewnego razu więzień, który z powodu fatalnej sytuacji sanitarnej zażądał mydła i pasty do zębów, został pobity do nieprzytomności, a następnie zmuszony do czyszczenia ustępów. Zasadniczo nie dochodziło do przypadków znęcania się nad polskimi kobietami, nieustannie bito natomiast więźniarki narodowości żydowskiej.

## Akcja eksterminacyjna w Barbarce
Od pierwszych dni istnienia obozu działała w nim specjalna komisja złożona z funkcjonariuszy Gestapo oraz członków miejscowego Selbstschutzu. Na podstawie wyników przesłuchań (nierzadko połączonych z biciem) oraz analizy kwestionariuszy i życiorysów sporządzanych przez więźniów komisja decydowała o losie każdego osadzonego. Czasami orzekała o zwolnieniu więźnia, co jednak niejednokrotnie było równoznaczne z wysiedleniem wraz z całą rodziną do Generalnego Gubernatorstwa. Zdecydowaną większość osób uwięzionych w forcie czekała jednak egzekucja lub deportacja do obozu koncentracyjnego. Z tego powodu wspomniane gremium więźniowie określali mianem Mordkommission (pol. „komisja śmierci”). Z ustaleń polskich śledczych i historyków wynika, że w pracach komisji uczestniczyli m.in. SS-Sturmbannführer Zaporowicz, komendant obozu Strauss, adwokat Kohnert, inżynier Wiese, aptekarz Rudi Heininger, agent samochodowy Scholtz, grabarz Pomerenke, stolarz Paul Heise, prezes Landbundu Bachmann, a także bracia Heyer (kupcy) i bracia Wallis. Zdarzało się, że w „selekcjach” uczestniczył dowódca Inspektoratu II Selbstschutzu, SS-Standartenführer Ludolf Jakob von Alvensleben. Miał on m.in. osobiście zarządzić rozstrzelanie adwokata Pawła Ossowskiego, z którym miał osobisty zatarg sięgający korzeniami początków lat dwudziestych.
Miejscem kaźni więźniów Fortu VII stał się las Barbarka położony w odległości około 7 kilometrów od Torunia. Pierwsza masowa egzekucja odbyła się tam 28 października, a więc zaledwie dwa dni po przejęciu obozu przez Selbstschutz. Z zeznań dra. Kazimierza Frąckowskiego wynika, że na śmierć wywieziono wówczas kilka grup więźniów liczących łącznie 130 osób. W gronie ofiar znalazło się m.in. sześciu księży z powiatu toruńskiego (ks. Czesław Lisoń, ks. Roman Gdaniec, ks. Stanisław Główczewski, ks. Jan Pronobis, ks. Antoni Januszewski, ks. Mieczysław Mencel), adwokaci Paweł Ossowski i Stanisław Strzyżowski, nauczyciele Leon Filcek i Franciszek Żmich, wójt Ćwikliński z Gostkowa, wójt Jan Monarski z Chełmży, Jan Brzeski (właściciel zakładu koszykarskiego i ławnik Zarządu Miejskiego w Chełmży), a także dwie kobiety.

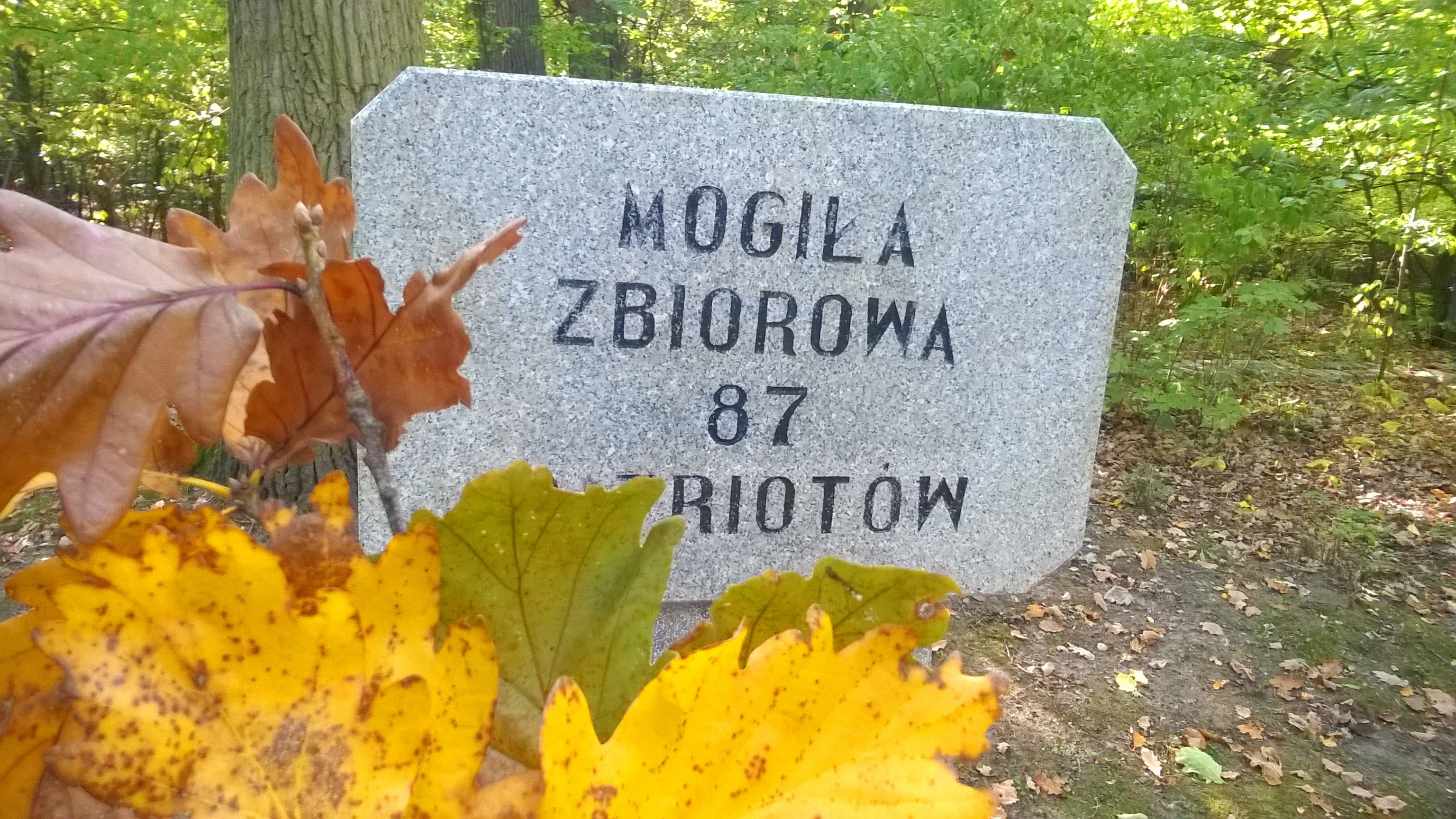
Mogiła zbiorowa w lesie Barbarka

Kolejne zbiorowe egzekucje miały miejsce w listopadzie i grudniu. Świadkowie zeznawali, że w tym okresie przeprowadzano je raz na tydzień, czasami również dwa razy w tygodniu. Zazwyczaj każdorazowo rozstrzeliwano co najmniej kilkadziesiąt osób. Świadek Franciszek Komar twierdził, że w listopadzie egzekucje przeprowadzano w każdą środę, tj.: 8 listopada (42 ofiary), 15 listopada (ok. 65 ofiar), 22 listopada (ok. 75 ofiar) i 29 listopada (ok. 150 ofiar). Znany jest również fakt rozstrzelania sześciu więźniów w dniu 6 grudnia, tj. w pierwszą środę tego miesiąca.
Mordów dokonywano zazwyczaj według jednakowego schematu. Przed egzekucją skazańcy byli gromadzeni w celi nr 22 („cela śmierci”), gdzie pozbawiano ich odzieży wierzchniej i kosztowności. Niekiedy strzyżono im również głowy. Niektórzy świadkowie podawali, że w dalszej kolejności skazańców prowadzono do tzw. ciemnicy, gdzie musieli oczekiwać na transport do miejsca kaźni. W tym czasie nie wydawano im już pożywienia. Ofiary, ubrane w samą bieliznę lub co najwyżej lekko odziane, wywożono na miejsce straceń krytymi samochodami ciężarowymi należącymi do toruńskiej firmy Jaugsch. Pojazdy te służyły uprzednio do przewożenia mięsa bekonowego, stąd w obozie narodziło się powiedzenie „bekon zajechał”, oznaczające, że w najbliższym czasie nastąpi egzekucja. Skazańców rozstrzeliwano w lesie nad uprzednio wykopanymi grobami. Jan Sziling podaje, że początkowo egzekucji dokonywało specjalne komando SS z Bydgoszczy, podczas gdy Selbstschutz odpowiadał za eskortę transportów i zabezpieczenie miejsca kaźni. Począwszy od listopada w skład plutonów egzekucyjnych wchodzili już niemal wyłącznie członkowie Selbstschutzu. Egzekucjami niejednokrotnie kierował komendant Strauss.
Niemcy starali się zachować zbrodnię w tajemnicy. Więźniów i miejscowej ludności nie informowano o wydanych wyrokach śmierci, czy też o samych egzekucjach. Masowe groby były maskowane. Rodzinom ofiar nie udzielano informacji o losie bliskich lub informowano je fałszywie, że krewny został przeniesiony do innego obozu, wywieziony na roboty przymusowe lub wysiedlony do Generalnego Gubernatorstwa. Wyjątek uczyniono jedynie w przypadku egzekucji przeprowadzonej 6 grudnia, kiedy to podano do publicznej wiadomości fakt rozstrzelania sześciu Polaków (jedną z ofiar był Antoni Pasternacki – urzędnik, plutonowy WP). Polskie źródła podają, że jako powód tej egzekucji Niemcy wskazali rzekome znieważenie członka SA na jednej z toruńskich ulic. Odmienne informacje na temat przeprowadzonej w tym okresie publicznej egzekucji podają natomiast źródła niemieckie. Mianowicie z pisma sporządzonego przez jednego z nazistowskich urzędników wynika, że rzekomych „pięciu miejscowych zawodowych przestępców” rozstrzelano publicznie w dniu 27 listopada z powodu strzałów, które nieznani sprawcy oddali w kierunku mieszkania zajmowanego przez porucznika Wehrmachtu (na skutek tego incydentu nikt nie ucierpiał). Odwetową egzekucję miał osobiście zarządzić gauleiter Albert Forster.
Mimo podejmowanych przez Niemców środków ostrożności zbrodnie dokonywane w Barbarce szybko przestały stanowić jakąkolwiek tajemnicę. Losu swoich towarzyszy byli świadomi więźniowie Fortu VII, którzy obserwowali odchodzące z obozu transporty, pracowali przy sortowaniu odzieży należącej ofiar lub byli zmuszani do pracy przy kopaniu masowych grobów (ci ostatni bywali niekiedy świadkami egzekucji). Zdarzało się, że wiadomości o egzekucjach trafiały do więźniów na skutek niedyskrecji strażników lub członków plutonu egzekucyjnego. Transporty skazańców mieli również okazję zaobserwować krewni więźniów czuwający pod murami fortu. Niektóre ofiary zdołały wyrzucić z samochodów karteluszki ze swoimi nazwiskami i słowami pożegnania.

Wywoływano więźniów do „sali egzaminacyjnej” […] Liczyliśmy – pierwszy nie wrócił, drugi wrócił, trzeci i czwarty nie, i tak aż do sześciu. Nam ocalonym dano do rąk łopaty do kopania grobu dla tych 6 mających być rozstrzelanymi. Egzekucją kierował sam Karl Strauss. Skazańców przewieziono do lasku. Usta mieli zalepione gipsem, czy też wapnem, aby nie krzyknęli „Niech żyje Polska!”. Trudno wprost opisać tę scenę. Mimo głodu, nie byliśmy w stanie przez trzy dni jeść – wspomnienia Eugeniusza Horaka.

Ważnymi świadkami zbrodni stali się Walenty Kluska i Bolesław Koc, polscy robotnicy leśni pracujący w Barbarce. Pewnego razu ten pierwszy spotkał w lesie mężczyznę (nazwisko nieznane), który w czasie egzekucji zdołał zbiec z miejsca kaźni. Dowidziawszy się od niego, co naprawdę oznaczają strzały, krzyki i śpiewy dochodzące z miejsca rzekomych ćwiczeń wojskowych, obaj robotnicy podjęli próbę odszukania miejsca zbrodni. Wkrótce w oddziale 24 leśnictwa odnaleźli drzewa ze śladami po kulach karabinowych oraz mogiły z płytko zakopanymi zwłokami, które Niemcy usiłowali zamaskować świeżo posadzonymi drzewkami. Pewnego dnia ukryty za krzakami Kluska był także świadkiem zbiorowej egzekucji.

Widział […] jak samochodem przyjechało 6 mężczyzn z łopatami w towarzystwie 2 strażników z karabinami na ramieniu. Po wykopaniu dołu i odjeździe nadjechały 2 samochody, z jednego wysiadło 6 mężczyzn w ubraniu cywilnym, a z drugiego 6 umundurowanych osobników. Ustawiono ich twarzą do grobu, po czym umundurowani osobnicy oddali w ich kierunku strzały tak, że wpadli wprost do grobu. Ofiary dobijano, oddano bowiem strzały do grobu z pistoletów. Po egzekucji osobnicy ci zasypali mogiłę, a resztę ziemi, która nie pomieściła się w mogile, załadowali na samochód. Mogiłę zamaskowano w ten sposób, że przysypano ją igliwiem i wsadzono małe drzewka – urzędowe streszczenie fragmentu zeznań Walentego Kluski.

### Ofiary

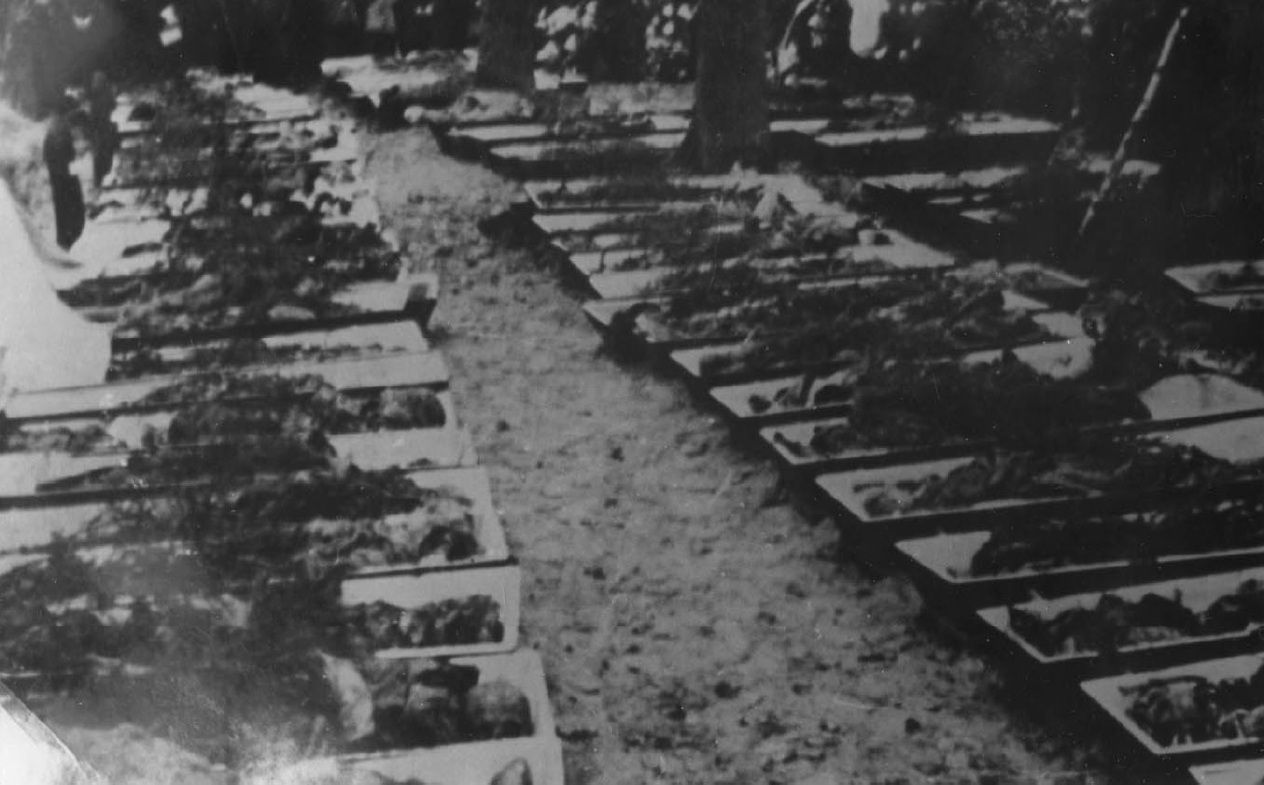
Zwłoki ofiar ekshumowane w październiku 1946 roku

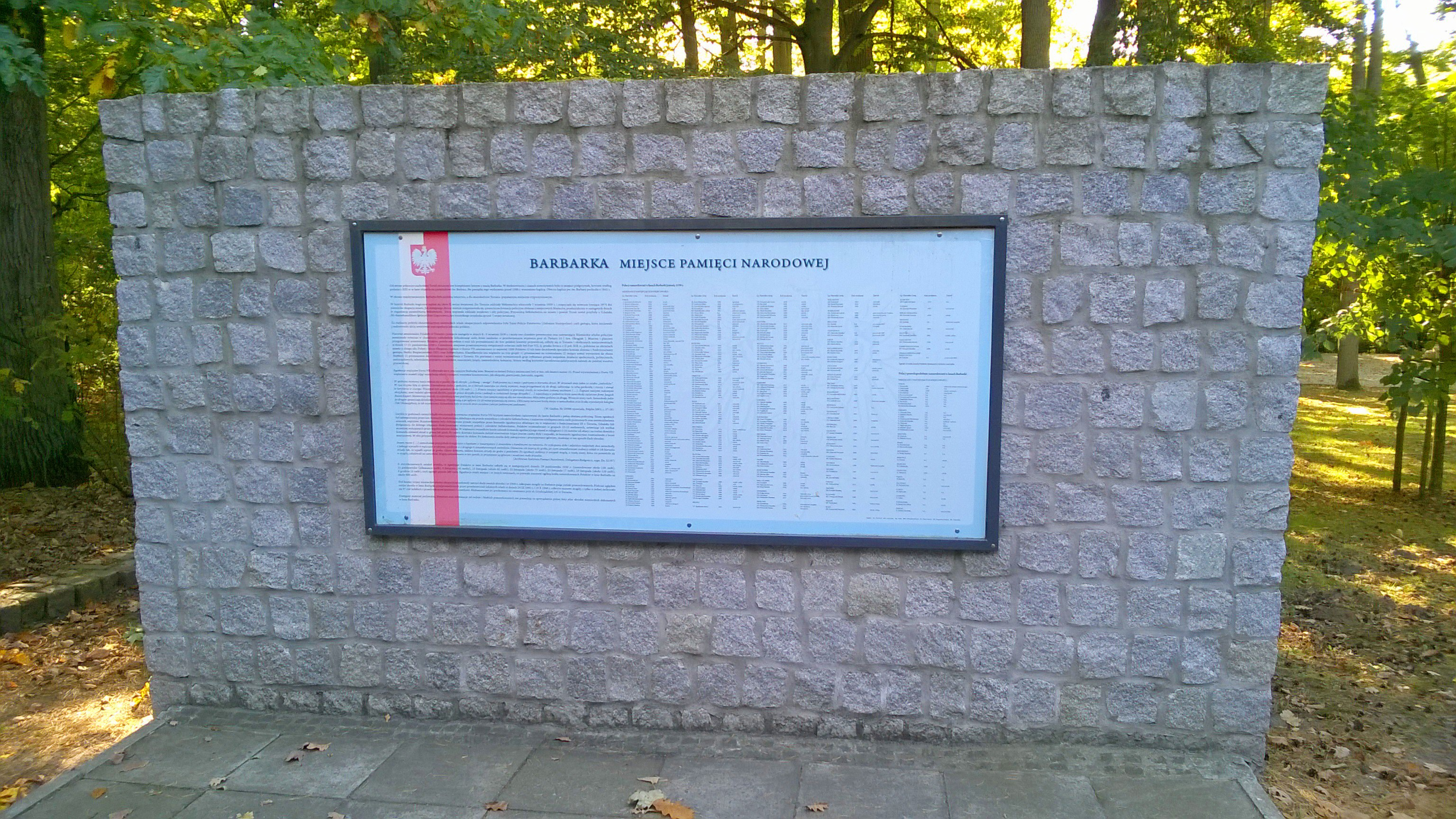
Miejsce pamięci narodowej w Barbarce. Tablica z nazwiskami pomordowanych

Ze względu na przeprowadzoną przez Niemców akcję zacierania śladów zbrodni, liczba ofiar może być podawana jedynie szacunkowo. Większość polskich źródeł podaje, że jesienią 1939 roku rozstrzelano w Barbarce około 600 osób. Niektórzy historycy i badacze są jednak skłonni szacować liczbę ofiar na ponad 1000, 1100 lub nawet 1200.
Imienną listę ofiar, zawierającą 260 nazwisk, sporządził jako pierwszy sędzia Leon Gayda z Okręgowej Komisji Badania Zbrodni Hitlerowskich w Bydgoszczy. Została ona zamieszczona przez Tadeusza Jaszowskiego i Czesława Sobeckiego w ich wydanej w 1971 roku książce pt. Niemy świadek. Zbrodnie hitlerowskie w toruńskim Forcie VII i w lesie Barbarka. Imienne listy ofiar opublikowano również w monografii Włodzimierza Jastrzębskiego pt. Terror i zbrodnia. Eksterminacja ludności polskiej i żydowskiej w rejencji bydgoskiej w latach 1939–1945 (wyd. 1974) oraz w wydanym przez Główną Komisję Badania Zbrodni Hitlerowskich w Polsce Rejestrze miejsc i faktów zbrodni popełnionych przez okupanta hitlerowskiego na ziemiach polskich w latach 1939–1945 (rejestr dla woj. toruńskiego, wyd. 1983). Autorzy tych spisów nie ustrzegli się jednak omyłek, gdyż znalazły się w nich nazwiska osób, które zginęły w innym miejscu i czasie, a nawet przeżyły wojnę.
Weryfikacji imiennych list ofiar zbrodni w Barbarce podjęli się Jan Sziling i Sylwia Grochowina, którzy wyniki swoich prac zamieścili w wydanej w 2009 roku książce pt. Barbarka. Miejsce niemieckich egzekucji Polaków z Torunia i okolic. Sporządzony przez nich wykaz zawiera nazwiska 298 osób, w tym 15 kobiet. Z ustaleń Szilinga i Grochowiny wynika, że 81 zidentyfikowanych ofiar pochodziło z Torunia, 32 z Chełmży, trzynaście z Brzeczki, po dziesięć z Grębocina, Skąpego, Skłudzewa i Złotorii, po dziewięć z Gostkowa i Zelgna, osiem z Grzywnej, po siedem z Brzozy i Czarnowa, po sześć z Kamionek, Łubianki i Toporzyska. Pozostali pomordowani pochodzili z 44 innych miejscowości. Jeśli przyjąć natomiast kryterium wykonywanego zawodu, to w gronie zidentyfikowanych ofiar znalazło się 91 rolników, 58 robotników, 36 rzemieślników, 31 nauczycieli, 17 kolejarzy i 15 pracowników umysłowych. Autorzy zastrzegli jednocześnie, że nie jest to pełna lista ofiar. Wśród zamordowanych znajdowały się małżeństwa, rodzeństwa oraz ojcowie i synowie. Najmłodszą zidentyfikowaną ofiarą jest 11-letni Jan Kotlarek, a najstarszą 72-letni Jan Brzeski.
Wśród ofiar niemieckiego terroru, których śmierć w Barbarce potwierdzili Sziling i Grochowina, znajdowali się:
- Samorządowcy i pracownicy aparatu państwowego: Jan Berwid (emerytowany nadleśniczy, b. inspektor Dyrekcji Lasów Państwowych w Toruniu), Stefan Bogusz (inżynier Zarządu Dróg Wodnych w Toruniu), Franciszek Bosiacki (urzędnik z Torunia), Jan Brzeski (właściciel zakładu koszykarskiego, ławnik Zarządu Miejskiego w Chełmży), Franciszek Cieszyński (wójt Złotowa), Stanisław Cywiński (radny gminy Turzno, rolnik), Józef Czwojda (leśniczy z Cichoradza), Ćwikliński (wójt Gostkowa), Otton Dehmel (urzędnik z Chełmży), Paweł Głowiński (sołtys Brzeczki, rolnik), Józef Kaniewski (sekretarz gminy, zam. w Chełmży), Stanisław Karmiński (sołtys Złotowa, rolnik i kowal), Jan Kawa (sołtys Gostkowa, rolnik), Władysław Kröning (sołtys Brzozy, właściciel majątku ziemskiego), Józef Kwiatkowski (sołtys Otłoczyna, rolnik), Wiktor Leśniewicz (wiceburmistrz Chełmży, emerytowany inspektor szkolny), Karol Majewski (urzędnik warzelni w Ciechocinku, radny, działacz związków zawodowych), Jan Monarski (wójt gminy Chełmża-wieś, emerytowany nauczyciel), Bronisław Murawski (sołtys Złotorii, rolnik), Józef Nowak (kierownik ekspozytury Urzędu Miasta Torunia na lewobrzeżną część miasta, działacz społeczny), Józef Padykuła (rolnik z Łubianki, radny), Antoni Pasternacki (pracownik Zarządu Dróg Wodnych, b. plutonowy WP), Franciszek Puszakowski (sołtys Silna, właściciel sklepu), Józef Reza (wójt Turzna), Ignacy Styczeń (radny gminy Turzno, prezes OSP, rolnik), Konstanty Wieczorek (właściciel warsztatu siatkarskiego z Torunia, chorąży Bractwa Kurkowego, radny dzielnicy Toruń-Podgórze), Julian Wiśniewski (sekretarz miejski w Chełmży), Mieczysław Ziółkowski (urzędnik Dyrekcji Lasów Państwowych w Toruniu).
- Nauczyciele: Jan Adamczak (nauczyciel z Wymysłowa), Alojzy Aleksandrzak (nauczyciel z Brzozy), Antoni Bartkowiak (nauczyciel z Grzegorza), Antoni Bączkowski (kierownik szkoły w Zelgnie), Apoloniusz Bębnista (kierownik szkoły w Czarnowie), Władysław Dąbrowski (kierownik szkoły w Kaszczorku), Feliks Dolatowski (nauczyciel z Torunia), Leon Filcek (sołtys Świerczynek, kierownik tamtejszej szkoły), Władysław Jaroszyk (kierownik szkoły w Turznie), Władysław Jasiński (nauczyciel z Gronowa), Stanisława Jaworska (nauczycielka z Wrzosów, instruktorka ZHP), Stefan Kałwa (nauczyciel z Zelgna), Stanisław Kowalski (kierownik szkoły w Przysieku, członek „Strzelca”), Roman Leśny (nauczyciel, okręgowy instruktor oświaty pozaszkolnej, zam. w Toruniu), Franciszek Litkiewicz (kierownik szkoły w Kamionkach, działacz społeczny), Kazimiera Maćkowiak (kierowniczka szkoły w Złotorii), Benedykt Olszewski (nauczyciel z Torunia), Józef Oślizło (nauczyciel z Chełmży), Witold Owsianowski (kierownik szkoły w Rogówku), Wanda Palenica (nauczycielka z Kamionek, działaczka harcerska), Bronisław Pliszka (nauczyciel z Zelgna), Władysław Rożek (kierownik szkoły w Chełmży, działacz społeczny), Józef Sobala (nauczyciel ze Skłudzewa), Józef Sowiński (wizytator szkolny z Torunia), Bronisław Szczukowski (nauczyciel z Gostkowa), Jan Świtajski (kierownik szkoły w Młyńcu, oficer rezerwy), Jan Wiśniewski (kierownik szkoły w Toruniu), Wacław Włostowski (nauczyciel i działacz społeczny z Przeczna), Edward Włośniewski (kierownik szkoły w Zajączkowie), Franciszek Żmich (kierownik szkoły w Chełmży).
- Prawnicy: Jerzy Boldt (sekretarz adwokacki z Chełmży), Ludwik Niedziałkowski (sekretarz sądowy z Chełmży), Paweł Ossowski (adwokat, doktor praw, pierwszy starosta chełmiński w II RP, senator RP), Stanisław Strzyżowski (adwokat z Chełmży, doktor praw, członek rady miejskiej, prezes miejscowego oddziału Stronnictwa Narodowego).
- Duchowni katoliccy: ks. Roman Gdaniec (proboszcz parafii w Czarnowie), ks. Stanisław Główczewski (proboszcz parafii w Kaszczorku), ks. Antoni Januszewski (wikary parafii św. Piotra i Pawła w Toruniu), ks. Czesław Lison (proboszcz parafii w Grabiach), ks. Jan Mencel (wikary parafii św. Piotra i Pawła w Toruniu), ks. Jan Pronobis (proboszcz parafii w Grębocinie), ks. Ernest Wohlfeil (wikariusz z Grzywnej).
- Ziemianie: Leon Czarliński (ziemianin z Brąchnówka, działacz społeczny), Jan Donimirski (ziemianin z Łysomic, prezes Pomorskiej Izby Rolniczej), dr Kosiński (właściciel majątku w Witkowie), Alfons Ornass (właściciel majątku Kiełbasin).
- Kupcy i przedsiębiorcy: Maksymilian Anusiak (rzeźnik, kupiec, naczelnik OSP w Złotorii), Józef Ast (właściciel zakładu zegarmistrzowskiego i radioelektrotechnicznego w Chełmży), Bolesław Barczyński (właściciel zakładu kowalskiego w Chełmży), Franciszek Ewert (właściciel zakładu ślusarskiego w Chełmży), Leon i Maria Gabryelewiczowie (właściciele restauracji „Pod Strzechą” w Toruniu), Norbert Komowski (właściciel drogerii w Chełmży), Anastazy Krupecki (właściciel przedsiębiorstwa „Kapelusze i towary krótkie” w Chełmży), Henryk Nowaczyk (właściciel restauracji „Pod Bachusem” i składu wódek w Toruniu, b. powstaniec wielkopolski), Bronisław Olszewski (właściciel piekarni w Toruniu), Edward Radomski (kupiec z Torunia), Władysława Seidler (właścicielka sklepu optycznego w Toruniu), Jan Skrzypnik (właściciel restauracji z Torunia), Jan Tarczykowski (właściciel warsztatu tapicersko-dekoracyjnego w Toruniu), Leon Warszewski (kupiec z Chełmży, właściciel hurtowni tytoniowej), Franciszek Wiencek (mistrz introligatorski z Torunia, działacz społeczny), Czesław Winiarski (kupiec z Łubianki), Antoni Zuziak (kupiec z Torunia).
- Żołnierze WP: kpt. Kaczmarski (zam. w Toruniu), kpr. Franciszek Kawałkiewicz (zam. w Toruniu), kpr. Rybarkiewicz (zam. w Toruniu), Franciszek Sakwiński (emerytowany sierżant WP), Józef Serafin (podoficer WP, kierownik elektrowni wojskowej 31 PAL w Toruniu-Podgórzu, rusznikarz).
- Policjanci: Jan Galiński (zam. w Toruniu), Jan Kowalski (zam. w Toruniu), Antoni Michalak (zam. w Toruniu), Józef Pietrzak (zam. w Toruniu).
- Inni: Józef Czyżak (lekarz z Torunia), Jan Kamiński (administrator majątku w Przecznie), Bernard Klassen (brukarz, pracownik umysłowy z Chełmży), Witold Kryszewski (mgr inż. rolnictwa, b. urzędnik Banku Polskiego Oddział w Toruniu), Stanisław Płócienniczak (komendant „Strzelca” w Przecznie), Jan Rogalski (komendant „Strzelca” w Łubiance), Mieczysław Schmidt (kierownik mleczarni w Toruniu), Jan Sobierajski (robotnik z Chełmży, działacz PPS), Władysław Szczygieł (prezes kółka rolniczego w Gostkowie), Leon Szymański (inżynier-agronom, właściciel firmy ogrodniczej, działacz Akcji Katolickiej, współtwórca Polskiego Legionu Bajończyków), Ludwik Wierzchowski (fryzjer, prezes oddziału Związku Inwalidów Wojennych w Toruniu), Stanisław Więckowski (pracownik cukrowni i księgowy z Chełmży).

W osobnym spisie Sziling i Grochowina zamieścili nazwiska 33 osób, które prawdopodobnie zginęły w Barbarce, lecz faktu tego nie można jednoznacznie potwierdzić bądź wykluczyć. Na liście tej widnieją m.in.: Henryk Jaskólski (nauczyciel z Chełmży), Włodzimierz Kaczmarczyk (adwokat z Chełmży), Jan Kamiński (nauczyciel z Torunia), Bożysław Kurowski (aplikant sądowy z Chełmży), Schulwitz (kierownik szkoły w Grzywnej), Jerzy Stęplewski (lekarz z Chełmży), Genowefa Szubert (nauczycielka z Wrzosów), Gracjan Wróblewski (nauczyciel z Chełmży), Leon Zacharek (nauczyciel z Kuczwałów).
Prawdopodobnie w Barbarce zamordowano również co najmniej część żydowskich więźniów Fortu VII. W takim wypadku ofiarami byli zapewne mężczyźni, gdyż – jak wskazuje część źródeł – żydowskie więźniarki zostały najprawdopodobniej wywiezione do Łodzi.

## Epilog

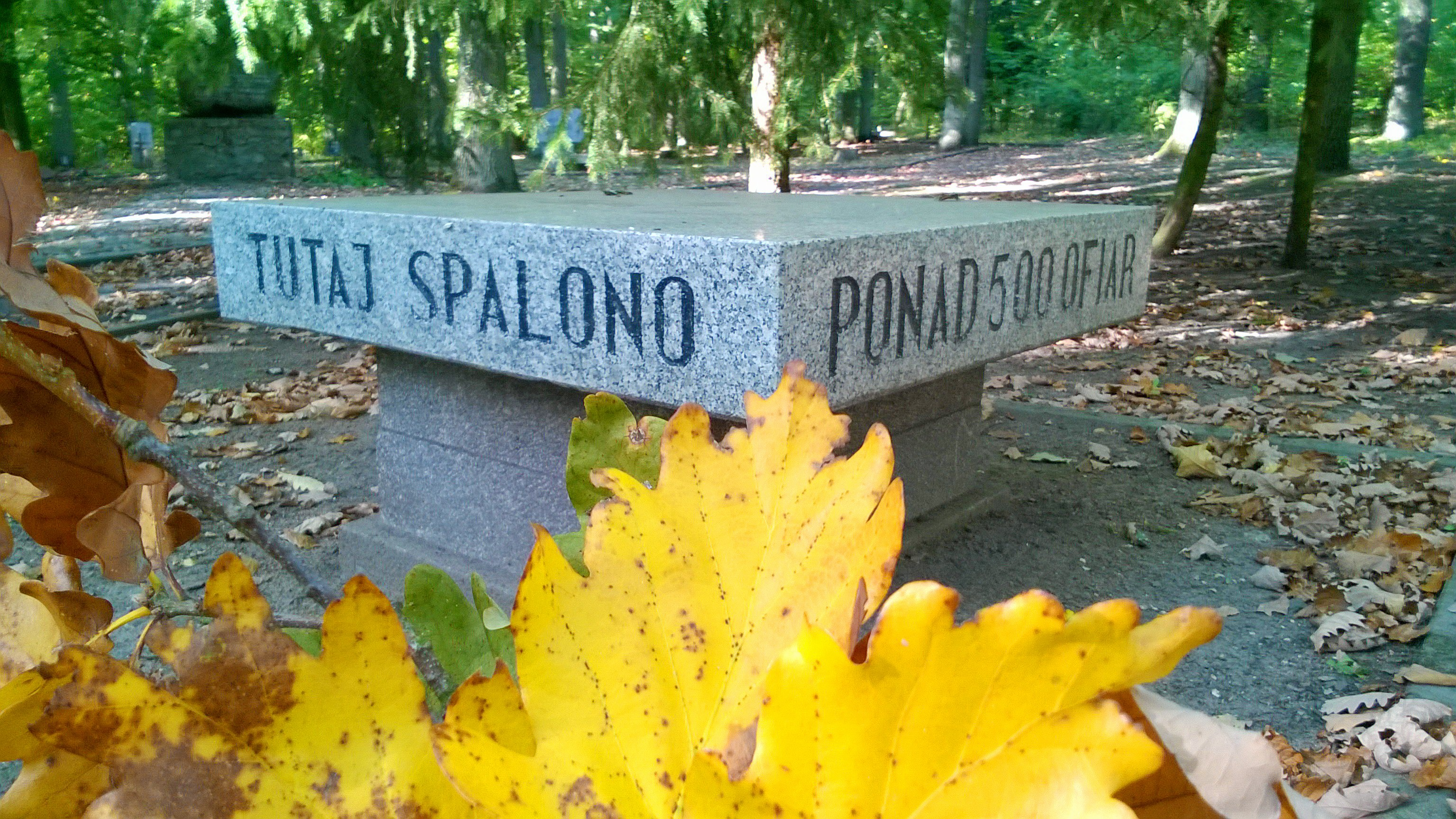
Upamiętnione miejsce spalenia zwłok

20 listopada 1939 roku Einsatzkommando 16 uległo rozwiązaniu, a funkcjonariusze jego toruńskiego oddziału zasilili nowo utworzoną placówkę Gestapo w Grudziądzu. Z kolei 26 listopada władze niemieckie oficjalnie rozwiązały pomorski Selbstschutz. Od tego momentu w zasadzie ustały masowe egzekucje w Barbarce, ustępując miejsca deportacjom do obozów koncentracyjnych. Dzięki temu uniknęli rozstrzelania m.in. więźniowie z powiatów chełmińskiego i wąbrzeskiego, których osadzono w Forcie VII już po rozwiązaniu Selbstschutzu.
8 stycznia 1940 roku z Fortu VII skierowano do obozu przejściowego w gdańskim Nowym Porcie transport z około 100–200 więźniami. Wśród wywiezionych znalazło się m.in. kilkudziesięciu duchownych katolickich. Po kilkudniowym pobycie w Nowym Porcie niemal wszyscy więźniowie z toruńskiego transportu zostali przeniesieni do obozu koncentracyjnego KL Stutthof. Pod koniec stycznia toruński Internierungslager został przeniesiony z Fortu VII do pobliskiego Fortu VIII, gdzie funkcjonował do momentu ostatecznej likwidacji w lipcu 1940 roku.
W drugiej połowie 1944 roku, w związku ze zbliżaniem się Armii Czerwonej, Niemcy podjęli próbę zatarcia wszelkich śladów zbrodni. W Barbarce rozlokowano wówczas sieć posterunków oraz ustawiono tablice z napisami w języku niemieckim i polskim, które pod groźbą kary śmierci zakazywały miejscowej ludności wstępu do lasu. Niemal wszystkie masowe groby zostały otwarte, a spoczywające w nich zwłoki wydobyto i spalono.

## Po wojnie

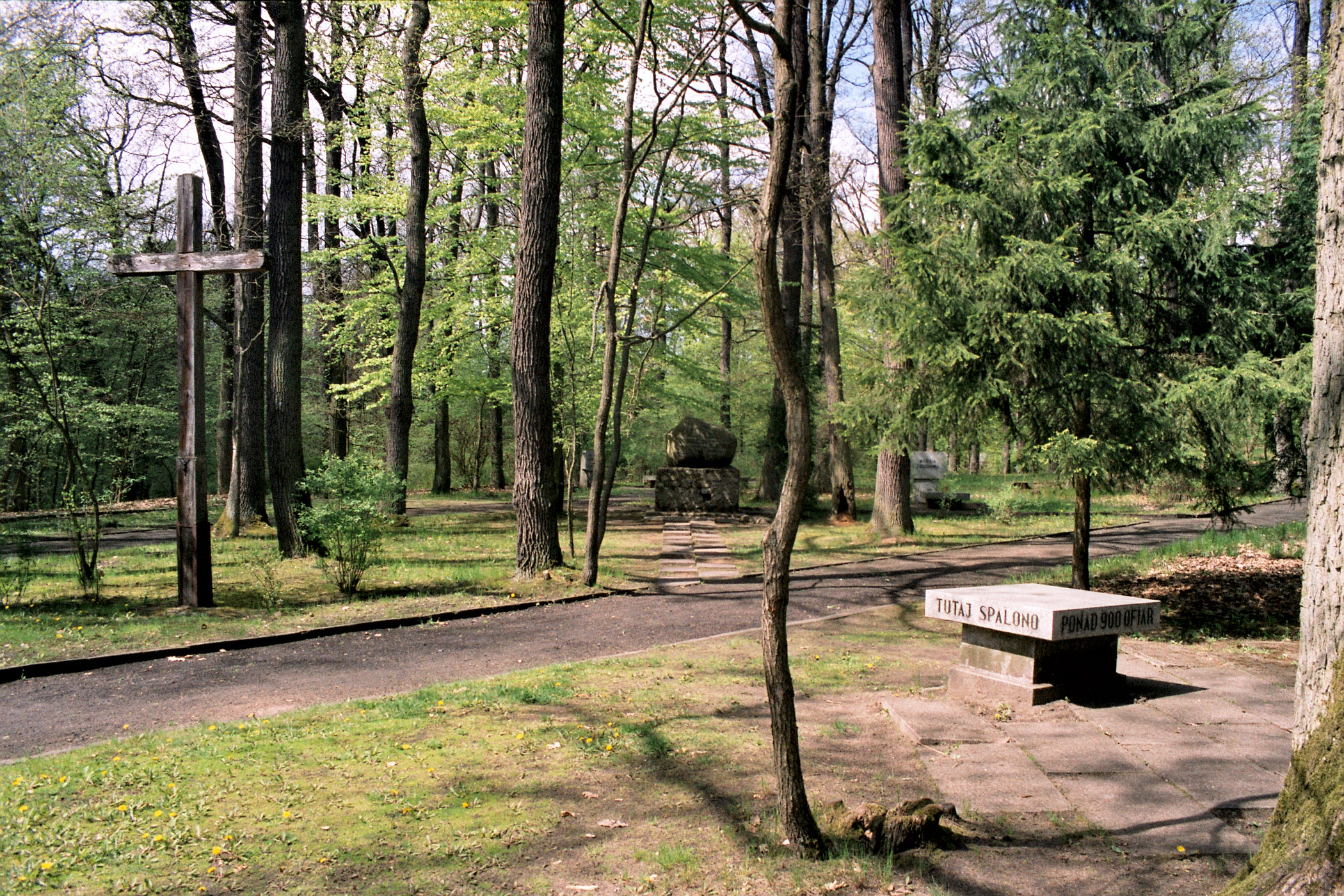
Miejsce pamięci w 2005 roku

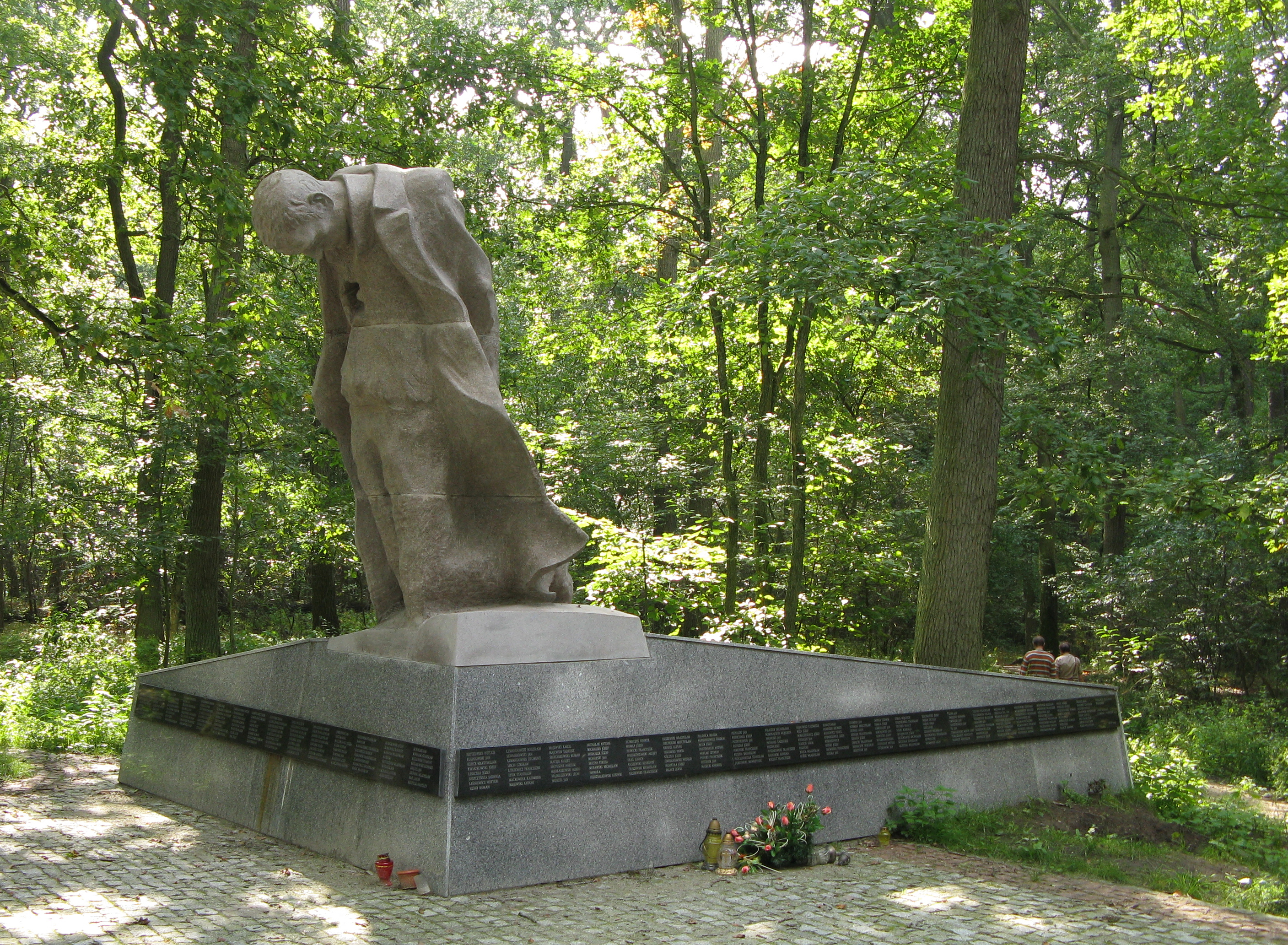
Pomnik ku czci pomordowanych, odsłonięty w Barbarce w październiku 2009 roku

Wkrótce po zakończeniu wojny w lesie Barbarka prowadzone były prace ekshumacyjno-śledcze. Podczas oględzin przeprowadzonych 24 września 1945 roku odnaleziono ślady paleniska oraz sześć masowych grobów, których długość i szerokość wynosiła odpowiednio: 47 metrów i 3 metry, 11 metrów i 2 metry, 10 metrów i 2 metry, 6 metrów i 2 metry, 5 metrów i 4 metry, 3,5 metra i 2 metry. Tylko druga z wyżej wymienionych mogił była wypełniona zwłokami, pozostałe Niemcy opróżnili podczas akcji zacierania śladów zbrodni. Ekshumacja zachowanego grobu została przeprowadzona 19 października 1946 roku. Wydobyto wówczas 87 zwłok, spośród których trzynaście udało się zidentyfikować. Wszystkie odnalezione zwłoki pogrzebano na cmentarzu komunalnym przy ul. Grudziądzkiej w Toruniu.
Miejsce kaźni w lesie Barbarka upamiętniały początkowo skromne obeliski. Tablicę pamiątkową umieszczono również na tzw. ścianie śmierci w Forcie VII. 28 października 2009 roku w Barbarce odsłonięto nowy pomnik ku czci pomordowanych, zaprojektowany przez Mariana Molendę. Jednocześnie zagospodarowany został teren wokół pomnika. Obecnie w skład zespołu pomnikowo-cmentarnego w Barbarce wchodzą:
- wysoka na trzy metry granitowa rzeźba projektu Mariana Molendy, przedstawiająca upadającego do mogiły człowieka. Na jej cokole zamieszczono nazwiska zidentyfikowanych ofiar zbrodni.
- oznaczone tablicami zbiorowe mogiły i palenisko.
- umocowana na kamiennym bloku tablica ku czci ofiar Fortu VII.
- głaz z wykutą inskrypcją, upamiętniający nauczycieli zamordowanych w Barbarce.

## Odpowiedzialność sprawców
Odpowiedzialność karną za zbrodnie popełnione m.in. w Barbarce poniósł Albert Forster, gauleiter NSDAP i namiestnik Rzeszy w Okręgu Gdańsk-Prusy Zachodnie, którego Najwyższy Trybunał Narodowy skazał w kwietniu 1948 roku na karę śmierci. Wyrok wykonano 28 lutego 1952 roku w więzieniu mokotowskim w Warszawie. SS-Gruppenführer Richard Hildebrandt, w latach 1939–1943 Wyższy Dowódca SS i Policji w Okręgu Gdańsk-Prusy Zachodnie, został przez sąd polski w Bydgoszczy skazany na karę śmierci. Wyrok wykonano 10 marca 1951 roku.
Żaden z funkcjonariuszy SS i członków Selbstschutzu odpowiedzialnych bezpośrednio za represje wobec toruńskiej inteligencji i masowe mordy w Barbarce nie został pociągnięty do odpowiedzialności karnej. Przywódca pomorskiego Selbstschutzu, Ludolf-Hermann von Alvensleben, po zakończeniu wojny zbiegł do Argentyny, gdzie zmarł w kwietniu 1970 roku. Komisarz kryminalny Hans-Joachim Leyer, szef toruńskiej ekspozytury EK 16, wystąpił zaledwie w charakterze świadka w prokuratorskim postępowaniu dochodzeniowym.
W dniach 4–27 czerwca 1969 roku w Berlinie Zachodnim toczył się proces Karla Friedricha Straussa, komendanta obozu dla internowanych w toruńskim Forcie VII. Mimo iż w trakcie przewodu sądowego udowodniono, że oskarżony uczestniczył osobiście w egzekucjach w Barbarce, sąd przysięgłych wydał wyrok uniewinniający, uznając, że Strauss jedynie wykonywał rozkazy przełożonych.